# Henri Grossin
Henri Grossin (Paris  26 mai 1885 – Marchémoret (Oise) 14 février 1917) fue un arquitecto francés, activo en Chile desde la última década del siglo XIX hasta su trágica muerte, acaecida en un accidente de aviación. El nombre de Enrique Grossin, como se le conocía en Chile, está viculado a edificaciones santiaguinas emblemáticas de su época, como el palacio Claudio Matte, el Museo Nacional de Bellas Artes (MNBA) o el Club de la Unión.

## Biografía

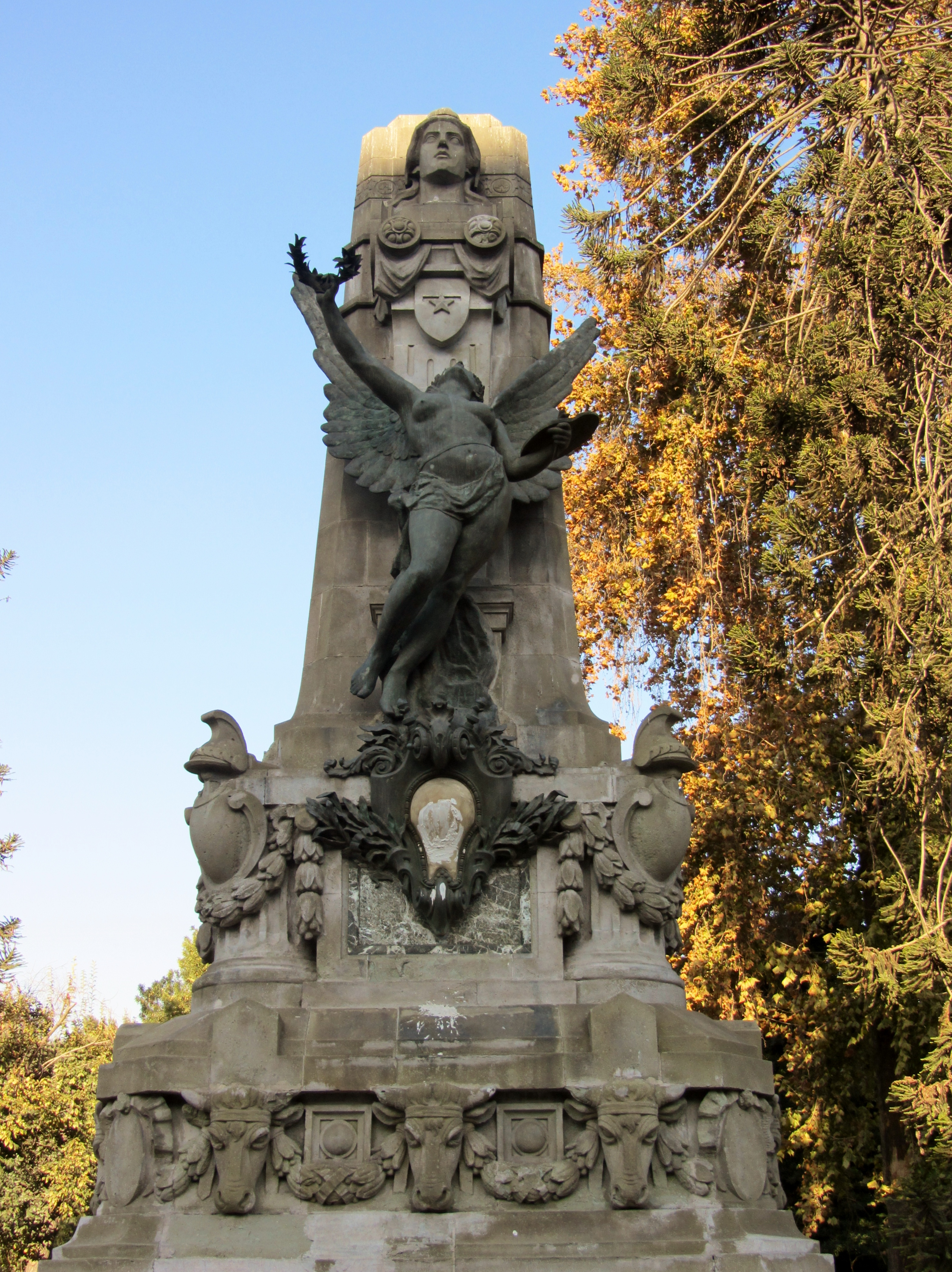
Monumento a la gloria.

Grossin fue el autor de los planos de la maternidad del Hospital San Vicente de Paul, que comenzó a construirse en 1905, 30 años después de inaugurado este establecimiento sanitario del que solo queda la capilla (en su lugar se levantó el José Joaquín Aguirre); la obra, paralizada durante años, fue terminada por el arquitecto Ricardo Larraín Bravo.
Como principal colaborador de Emilio Jécquier en el proyecto que se concretaría en 1910 en el palacio de Bellas Artes, sede del MNBA, Henri Grossin consolidó su fama en Chile. El mismo año, el arquitecto Grossin participaría en otro proyecto colaborativo, esta vez con el escultor Guillermo Córdova: a ellos se debe el Monumento a la gloria, conjunto escultórico encargado para la conmemoración del centenario de la Declaración de la Independencia de Chile por la colonia francesa como don al país que los acogiera.
El palacio Matte, que queda en la calle Compañía 1413 y que en 1995 fue declarado Monumento Histórico, pertenecía originalmente a Rafael Barazarte; su estilo italiano y sus patios marmóreos cautivaron a Claudio Matte, que la compró en 1892, pero después decidió remodelarla. Fue entonces que le recomendaron a Grossin, quien en 1910 hizo el proyecto uniendo los patios en torno a una sala (hall) de distribución con claraboya al tiempo que creó nuevo salones (biblioteca, escritorio, una sala de juegos y otra de tertulias). De la vivienda de Barazarte conservó dos: el comedor (con artesonado, boiserie y chimenea de mármol negro) y la sala de baile (ovalada, decorada con yesería Luis XV, espejos venecianos y un parqué dibujado). La mansión fue dotada, además, de garage para el automóvil (una de las primeras que contó con semejante espacio en Santiago) y una sala de teléfono. Hoy lo pertenece a la Universidad de Chile, que lo compró en diciembre de 1957.
Entre los méritos arquitectónicos de la casa, Gertrudis Muñoz destaca el gran lucernario del citado hall central, explicando que Grossin "transformó el primer patio en un imponente hall con una escala monumental y le colocó una cúpula de gruesos vidrios esmerilados, con una ornamentación de copihues en sus colores rojo, la flor, y las guirnaldas verdes de las hojas".

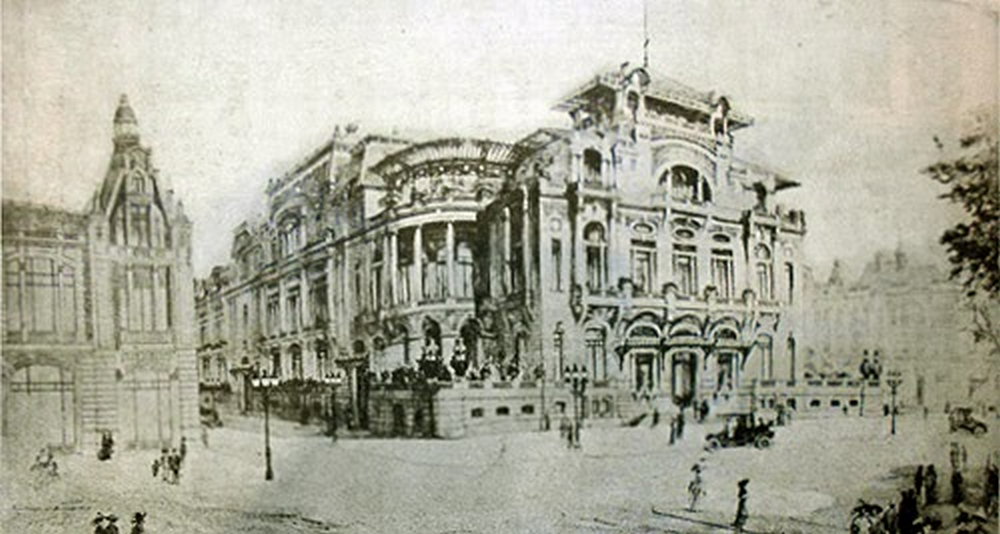
Proyecto ganador de Grossin para el edificio del Club de la Unión.

Otro edificio ligado al nombre de Grossin que hoy pertenece a la citada casa de estudios es la Escuela de Ingeniería, ubicada en Beauchef 850, en la antigua calle Benavente. El 23 de agosto de 1911 comenzaron las obras de este inmueble, cuyo diseño se encargó a Grossin. Pero por diversos motivos, entre ellos problemas técnicos, la construcción se fue postergando y dilatando. Fue concluida 8 años después de la muerte de Grossin, en 1922, bajo la dirección del arquitecto Alberto Schade.
Para la construcción de la nueva sede del Club de la Unión en el terreno comprado en 1912, se llamó a concurso entre las ocho oficinimas de arquitectura más importantes de entonces. El primer lugar lo obtuvo el proyecto de Enrique Grossin, quien pereció trágicamente en un accidente de aviación en 1917, sin alcanzar ni siquiera a comenzar las obras. De ahí que se encargara la construcción a Alberto Cruz Montt, que había logrado el segundo lugar. Cruz Montt plasmó finalmente un proyecto distinto al que había presentado e incorporó elementos del de Grossin.